# Bro Machno
Bro Machno är en community i Storbritannien.   Den ligger i kommunen Conwy och riksdelen Wales, i den södra delen av landet, 300 km nordväst om huvudstaden London.
Penmachno är den största byn i communityn.